# Minamoto no Michichika
Minamoto no Michichika est un nom japonais traditionnel ; le nom de famille (ou le nom d'école), Minamoto, précède donc le prénom (ou le nom d'artiste).
Minamoto no Michichika (源 通親, 1149 – 7 novembre 1202) est un noble et homme d'État japonais de la fin de l'époque de Heian et du début de l'époque de Kamakura. Au service des cours de divers empereurs, il amène les Murakami Genji au sommet de leur pouvoir. Il est aussi généralement connu sous le nom Tsuchimikado Motochika (土御門 通親) et dans le bouddhisme zen de l'école sōtō comme Koga no Michichika (久我 通親).

## Biographie

### Aide de l'empereur Takakura
Né héritier de la branche Murakami Genji du clan Minamoto en 1149, le cinquième rang inférieur junior (従五位下) lui est attribué en 1158 par la prérogative du chef de famille des Minamoto de promouvoir ainsi une personne chaque année. Les Murakami Genji ont précédemment connu la prospérité en tant que parents maternels de l'empereur Horikawa mais après cela sont repoussés par les Kan'in-ryū (閑院流), descendants de la branche Fujiwara no Kinsue du clan Fujiwara. Masamichi, le père de Michichika, est au service de Bitokumon-in durant le gouvernement retiré de l'empereur Toba mais change de fonction sous le régime cloîtré de l'empereur Go-Shirakawa. Lorsque Taira no Shigeko (ja), l'épouse de Go-shikarawa, devient kōtaigō en 1168, Masamichi est nommé directeur des quartiers de la kōtaigō (皇太后宮大夫). Michichika est autorisé à faire son entrée à la cour à l'occasion de l'accession sur le trône du chrysanthème de l'empereur Takakura la même année, servant d'aide auprès du jeune empereur. La première épouse de Michichika est une fille du daijō-daijin Fujiwara no Tadamasa (ja) mais il prend rapidement une fille de Taira no Norimori ou Taira no Michimori pour seconde épouse, renforçant ainsi les liens avec ce puissant clan.
En 1179, Michichika est nommé chef du Kurōdo-dokoro et en 1180 est promu à la fois au titre de sangi, ce qui lui permet de rejoindre les rangs des kugyō, et à celui de lieutenant général provisoire de la garde impériale (左近衛権中将). Après le coup d’État de Taira no Kiyomori à la fin de 1179, l'empereur Takakura abdique à contrecœur le trône pour commencer son propre régime cloîtré et Michichika soutient ses efforts inexpérimentés à la tête de son gouvernement retiré. Michichika se joint la sortie impériale à Itsukushima et le déplacement de la capitale à Fukuhara-kyō au cours de la première moitié de l'année, mais tandis que le pays connaît des bouleversements après la première bataille d'Uji, il retourne à Heian-kyō à l'automne. La condition physique de l'empereur retiré Takakura s'aggrave et il tombe malade. Michichika compose un poème priant pour sa guérison mais en 1181 Takakura meurt à l'âge de 21 ans. En tant que proche assistant du souverain mort, Michichika se voit accorder une robe blanche de deuil non teinte. Déplorant la mort de son maître de longue date, il note ses tristes sentiments dans le 高倉院昇霞記 (Takakura-in Shōkaki).

### Guerre de Genpei
Peu de temps après, Taira no Kiyomori meurt et Go-Shirakawa ouvre de nouveau son gouvernent cloîtré et le centre du pouvoir continue d'évoluer à un rythme vertigineux. Pendant ce temps, Michichika évite de s'appuyer sur le patronage d'un pouvoir particulier mais participe avec passion aux débats tenus dans le palais de Go-Shirakawa et travaille avec diligence aux affaires du gouvernement, ce qui augmente sa présence à la cour. Lorsque le clan Taira fuit la capitale en 1183, il rend visite à Go-Shirakawa afin de lui faire ses adieux. Lorsque l'empereur Go-Toba accède au trône quelques mois plus tard, les insignes impériaux sont en la possession des Taira. Michichika fait valoir les exemples des empereurs chinois Han Guang Wudi et Jin Yuandi qui ont obtenu leur sceaux impériaux seulement après s'être installés sur le trône, afin d'aider Go-Toba à y monter facilement. Il est présent au Hōjū-ji au cours du siège du Hōjūjidono cet automne là.
La loyauté de Michichika est reconnue et au printemps de 1185, il est promu chūnagon à titre provisoire et à l'hiver de cette même année est nommé l'un des dix ministres nommés pour superviser la cour et appelés 議奏 (gisō). Il reçoit la province d'Inaba comme fief et son deuxième fils Horikawa Michitomo est recommandé pour en être le kokushi (gouverneur). Il épouse Fujiwara no Hanshi (ja) nourrice de l'empereur Go-Toba et adopte la fille de celle-ci, Minamoto no Zaishi (ja). Comme Michichika dirige les équipes responsables de la proclamation de Kujō Kanezane en tant que nairan et chef du sekkan et que le clan Fujiwara et Kanezane saluent en retour le travail acharné de Michichika, la relation entre les deux semble être de qualité à l'époque. Sous l'administration conservatrice de Kanezane cependant, la promotion de Michichika piétine. En 1188, Michichika proteste contre la promotion avant lui de Kujō Yoshitsune, fils plus jeune et moins expérimenté de Kanezane, au second rang senior (正二位) et exige d'être lui aussi promu. Kanezane critique fermement Michichika et le qualifie d'ingrat relativement à sa promotion au second rang junior (従二位) l'année précédente et lui reproche de n'être pas différent d'un oiseau ou d'un animal. Après cela, leur relation s'aigrit et Michichika commence à chercher une occasion de faire choir Kanezane.

### Gardien de Senyōmon-in
À la fin de l'année 1189, Michichika invite Go-Shirakawa dans la propriété de Koga et lui présente différents cadeaux. Un mois et demi plus tard, la princesse Kinshi (ja), plus jeune fille de Go-Shirakawa, est proclamée princesse impériale et Michichika désigné son gardien, ce qui renforce sa relation avec sa mère Takashina no Eishi (ja). En 1191, le nom bouddhiste de Senyōmon-in (宣陽門院) est donné à la princesse Kinshi et Michichika, devenu l'intendant de sa maisonnée, nomme ses fils Michitomo et Michimune pour y occuper diverses positions. Lorsque meurt Go-Shirakawa en 1192, Senyōmon-in hérite son territoire le plus étendu, Chōkōdō-ryō (長講堂領), et comme Michichika en est le gestionnaire de fait, il amène les courtisans qui le contrôlent sous sa compétence, formant ainsi une forte présence politique à son profit.
Lorsque Minamoto no Yoritomo pénètre dans la capitale en 1190, Michichika n'oublie pas de s'attirer ses faveurs en agissant à titre de gestionnaire d'événements pour sa nomination au poste de général de la garde impériale (右近衛大将) et prévoit également de renforcer sa relation avec Ōe no Hiromoto, le confident de Yoritomo. En 1191, il rompt avec la tradition en nommant Hiromoto professeur (明法博士) au Daigaku-ryō et capitaine de la garde impériale (左衛門大尉).
Après la mort de Go-Shirakawa, Kujō Kanezane contrôle la cour par le biais du jeune empereur Go-Toba mais son strict respect de la tradition et de l'importance de la lignée dans les affaires de personnel alimente une opposition au sein des nobles de rang moyen et inférieur et il perd progressivement de sa popularité à la cour. Michichika séduit les familles nobles de Fujiwara no Akisue et la branche Kashūji-ryū (勧修寺流) des Fujiwara que Kanezane a traité froidement en tant qu'alliés. Pendant ce temps, il utilise Takashina no Eishi comme intermédiaire afin de séparer Yoritomo, qui veut que sa fille Ō-hime épouse l'empereur, de Kanezane qui a déjà marié sa propre fille Kujō Ninshi au dit empereur. En 1195, Michichika est promu dainagon lorsque sa fille adoptée Zaishi donne un prince, le futur empereur Tsuchimikado, à l'empereur, sa position à la cour se consolide soudain. En 1196, il oblige Kujō Ninshi à quitter le palais et renverse Kanezane pour le remplacer par Konoe Motomichi à l'issue d'un coup d’État.

### Minamoto Hakuriku
En 1198, Michichika force l'intronisation de l'empereur Tsuchimikado contre les deux précédents et l'opposition du shogunat. Bien que Michichika essaie d'utiliser le cas de l'empereur Kōnin comme un précédent pour une intronisation soudaine, Fujiwara no Teika commente de façon cinglante : « Si Tsuchimikado est Kōnin, alors qui est Dōkyō? ». Après cet épisode, Michichika qui a atteint le faîte de son pouvoir en tant que grand-père maternel de l'empereur, est appelé Minamoto Hakuriku (源博陸). Le terme Hakuriku renvoie ici à la position de kampaku, bien que Michichika lui-même n'a jamais officiellement porté ce titre.
En 1199, Michichika est nommé général de la garde impériale (右近衛大将).
Il tente de réduire l'opposition du shogunat en nommant l'héritier Minamoto Yoriie lieutenant général de la garde impériale (左近衛中将) mais reçoit peu de temps après la nouvelle que Yoritomo est tombé gravement malade. Une fois la mort de Yoritomo annoncée publiquement, il devient nécessaire de retarder la promotion de Yoriie, et ainsi Michichika procède-t-il à la hâte aux deux nominations d'une manière simplifiée. Teika critique une fois de plus Michichika pour forcer une nomination tout en étant informé de la mort de Yoritomo et d'exprimer ses condoléances et de faire un spectacle de deuil le lendemain, appelant cette façon de faire un « complot manifeste ». La mort de Yoritomo bouleverse la situation politique et dans la capitale, Ichijō Yoshiyasu (ja) prépare une attaque contre Michichika, le forçant à se cacher dans le palais de l'empereur retiré. Les dirigeants du shogunat, avec Ōe no Hiromoto au centre, soutiennent Michichika, suppriment le mouvement en faveur de son éloignement et rétablissent la paix dans la capitale.
Michichika fait procéder à diverses préparations, reconstruit le palais de Tsuchimikado et y ajoute une porte puis est promu naidaijin au cours de l'été. Tout en respectant le point de vue de l'empereur retiré Go-Toba à présent arrivé à sa majorité, Michichika place Kujō Yoshitsune comme sadaijin et Konoe Iezane comme udaijin pour préserver la paix inter et intra familiale. Comme tous les deux sont encore jeunes, Michichika contrôle de fait le Daijō-kan. À peu près à cette époque, il épouse Ishi, la fille de Fujiwara no Motofusa.
En 1200, le prince Morinari, troisième fils de Go-Toba et futur empereur Juntoku, devient prince héritier. Michichika est nommé pour être son précepteur (東宮傅) tandis que son beau-frère Fujiwara Terumitsu (藤原範光) est nommé vice-assistant des quartiers du prince héritier (春宮亮) et son héritier Minamoto Michiteru (源通光), qui porte provisoirement le même titre, peuple les quartiers du prince héritier de membres du Murakami Genji et de leurs proches parents parmi les Fujiwara. Au milieu de l'année 1202 il paraît énergique, agissant à titre de gestionnaire d'événement lorsque sa fille adoptive Zaishi reçoit le nom bouddhiste de Shōmeimon-in (承明門院) et reçoit Go-Toba dans un palais construit par son ami juré Fujiwara no Muneyori (ja), mais il meurt soudainement cet automne à l'âge de 54 ans. Lorsque Konoe Iezane apprend la nouvelle de sa mort, il note dans son journal que Michichika s'est occupé de toutes les affaires de gouvernement et la cour lui accorde à titre posthume le premier rang junior (従一位). Go-Toba exprime sa vive émotion en arrêtant la tenue de concours de poésie. Après la mort de Michichika, plus personne ne peut dissuader Go-Toba et il commence son gouvernement retiré définitif.
Michichika est aussi un habile poète et sert au sein du 和歌所 (waka-dokoro) où il dirige la planification d'un nouveau recueil de poèmes qui deviendra le Shin Kokin Wakashū. Cependant, il meurt sans le voir achevé. Cette collection, avec beaucoup d'autres, comprend certains des waka de Michichika.

## Œuvres connues
Le 高倉院厳島御幸記 (Takakura-in Itsukushima Gokōki), écrit en 1180, est le journal de voyage de Michichika relatif à la visite impériale de l'empereur retiré Takakura sur l'île d'Itsukushima située dans la province d'Aki. Le  高倉院昇霞記 (Takakura-in Shōkaki), écrit en 1181, rapporte l'état des choses au moment de la mort de l'empereur Takakura et le pleure. Les deux sont écrits dans un mélange de kana et de kanji comme c'est le cas dans le japonais moderne. Les deux ensemble sont appelés les « journaux de Minamoto no Michichika » (源通親日記).

## Généalogie
- Père : Minamoto no Masamichi (源雅通?)
- Mère : fille de Fujiwara no Yukikane (藤原行兼?), dame de cour de Bifukumon-in
- Épouse : fille de Fujiwara no Tadamasa (藤原忠雅?)
  - Fils ainé : Minamoto no Michimune (源通宗?, 1168–1198)
- Épouse : fille de Taira no Norimori (平教盛?) ou Taira no Michimori (平通盛?), dame de cour de l'empereur Takakura
  - Deuxième fils : Horikawa Michitomo (堀川通具?, 1171–1227), ses descendants deviennent le clan Horikawa (éteint à l'époque de Muromachi)
- Épouse : Fujiwara no Hanshi (藤原範子?), troisième rang junior (従三位?), fille de Fujiwara no Norikane (藤原範兼?)
  - Troisième fils : Koga Michiteru (久我通光?, 1187–1248), ses descendants continuent le clan Koga
  - Quatrième fils : Tsuchimikado Sadamichi (土御門定通?, 1188–1247), ses descendants fondent le clan Tsuchimikado (éteint à l'époque de Muromachi)
  - Cinquième fils de : Nakanoin Michikata (中院通方?, 1189–1239), ses descendants fondent le clan Nakanoin
  - Fille adoptée : Minamoto no Zaishi (源在子?, 1171–1257), aussi connue sous le nom Shōmeimon-in (承明門院?), fille biologique de Nōen (能円?), épouse de l'empereur Go-Toba et mère de l'empereur Tsuchimikado
- Épouse : Fujiwara no Ishi (藤原伊子?), fille de Fujiwara no Motofusa
  - Fils? : Dōgen (道元?, 1200–1253), peut-être à la place un petit-fils par Michitomo
- Épouse : Owari no Tsubone (尾張局?), dame d'honneur de Shōmeimon-in
  - Sixième fils : Tsuchimikado Michiyuki (土御門通行?, 1202–1270)
- Autres enfants :
  - Fils : Shin'en (親縁?)
  - Fils : 雲快 (Unkai?)
  - Fils : Sadachika (定親?, 1203–1266)
  - Fille : Minamoto no Chikako (源親子?), nourrice de l'empereur Go-Saga
  - Fils adopté : Shōkū (証空?, 1177–1247)
  - Fils adopté : Ōe no Chikahiro (大江親広?, ?–1242), héritier d'Ōe no Hiromoto

Michimune, fils ainé de Michichika, s'élève au quatrième rang inférieur ainé (正四位下) et à la position de sangi ainsi qu'au poste de lieutenant général de la garde impériale (左中将), mais il meurt en 1198 à l'âge de 31 ans. Cependant, le fils de l'empereur Tsuchimikado et de Minamoto no Tsūshi (源通子), fille de Michimune, devient l'empereur Go-Saga et ainsi la famille de Michichika gagne-elle la position de parents maternels à la fois de Tsuchimikado et de Go-Saga.
Plus tard, la famille Saionji accède au pouvoir et le clan de Michichika ne regagne jamais la stature qu'il avait au cours de sa vie. De plus, ses enfants Michitomo, Michiteru, Sadamichi et Michikata divise la famille en clan Horikawa, clan Koga, clan Tsuchimikado et clan Nakanoin. Les clans Horikawa et Tsuchimikado s'éteignent au cours de l'époque de Muromachi mais les familles Koga et Nakanoin perdurent jusqu'à la restauration de Meiji et rejoignent les rangs des membres du kazoku dès la création de ce système de pairie copié sur les modèles occidentaux.Pendant ce temps, le clan Nakanoin produit sa propre branche familiale appelé le clan Kitabatake (北畠家) tandis que les Koga engendre le clan Iwakura (岩倉家).
Le descendant le plus connu de Michichika est le moine zen Dōgen qui revient de la Chine des Song et crée l'école sōtō vingt-quatre ans après la mort de Michichika.
Shōkū, le fils adopté de Michichika devient disciple de Hōnen et le fondateur de la sous-secte Seizan du bouddhisme Jōdo-shū.

## Source de la traduction
- (en) Cet article est partiellement ou en totalité issu de l’article de Wikipédia en anglais intitulé « Minamoto no Michichika » (voir la liste des auteurs).